# Рази, Луиджи
Луиджи Рази (итал. Luigi Rasi; 20 июля 1852, Равенна — 9 ноября 1918, Милан) — итальянский актёр, драматург, прозаик,теоретик, педагог и историк театра.

## Биография
Дебютировал на сцене в 1872 году. Выступал в труппах Ф. Садовской, Л. Монти, Дж. Пьетрибони и др.
С 1880 года писал комедии («Клодия» и др.), ставившиеся в театрах Милана, Флоренции, Рима, а также монологи для художественного чтения («Книга монологов» и др.).
Выступал как чтец («Антигона» Софокла, «Богатство» Аристофана, музыкальные композиции «Эгмонт» Гёте — Бетховена, «Манфред» Байрона — Шумана).
Был сторонником простой, естественной декламации. Особенно известен своими работами об искусстве актёра, декламации, критических работ.
Собрал богатую библиотеку, документов и памятных вещей, связанных с историей театра.
С 1882 года до смерти руководил Королевской школой актёрского мастерства во Флоренции.

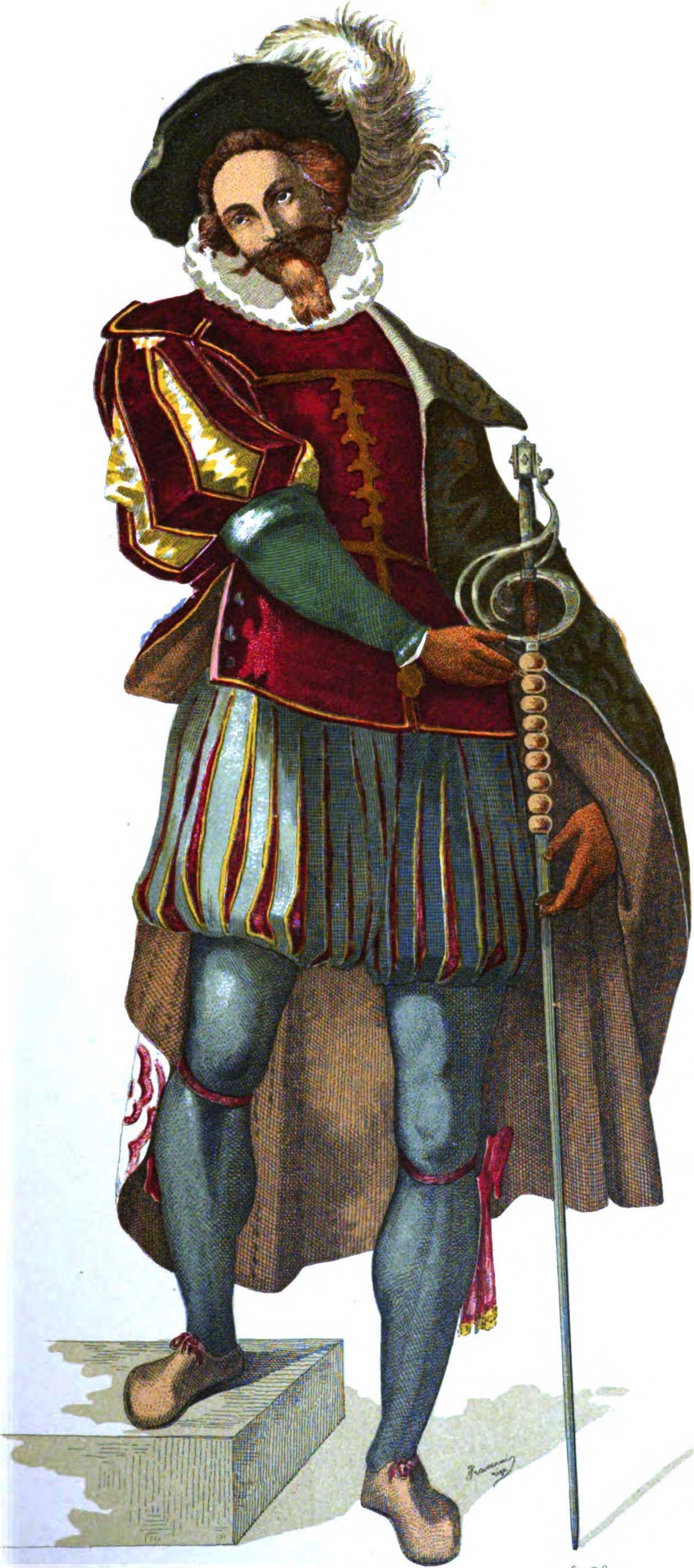
Луиджи Рази в роли Капитана в комедии дель арте «Capitan Spavento» Ф. Андреини

## Избранные публикации
- «Чтение высоким голосом» (La lettura ad alta voce, Firenze, 1883),
- «Искусство комического» (L 'arte del comico, Mil., 1890),
- Il libro degli aneddoti, 1891.
- «Итальянские комики» (I comici italiani, v. 1 — 2, Firenze, 1897—1905)
- La Duse, 1901.
- La caricatura e i comici italiani, 1907 и др.